# Veratrum
Veratrum is de botanische naam van een geslacht van eenzaadlobbige planten. Tegenwoordig (zie het APG II-systeem, 2003) wordt het ingedeeld in de Eenbesfamilie (Melanthiaceae).
Het gaat om vaste planten die giftig zijn. Ze dienen als voedsel voor onder meer de zwarte-c-uil (Xestia c-nigrum) en de bladwesp Rhadinoceraea nodicornis waarvan de larven de giftige alkaloïden in hun hemolymfe opnemen, zodat ook zij zeer giftig worden.
Hier worden de volgende soort beschreven:
- witte nieswortel (Veratrum album)
- zwarte nieswortel (Veratrum nigrum)

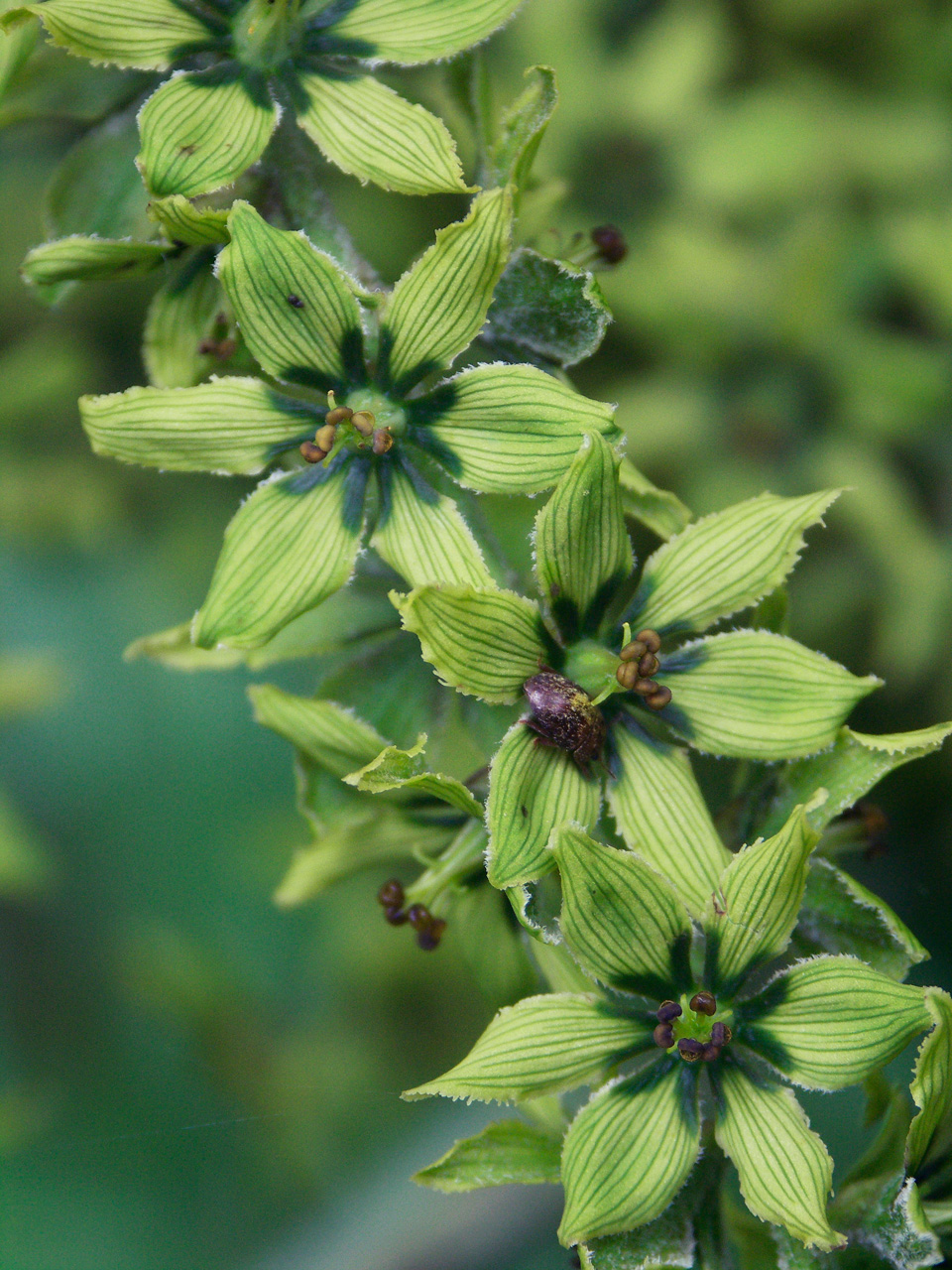
Veratrum lobelianum
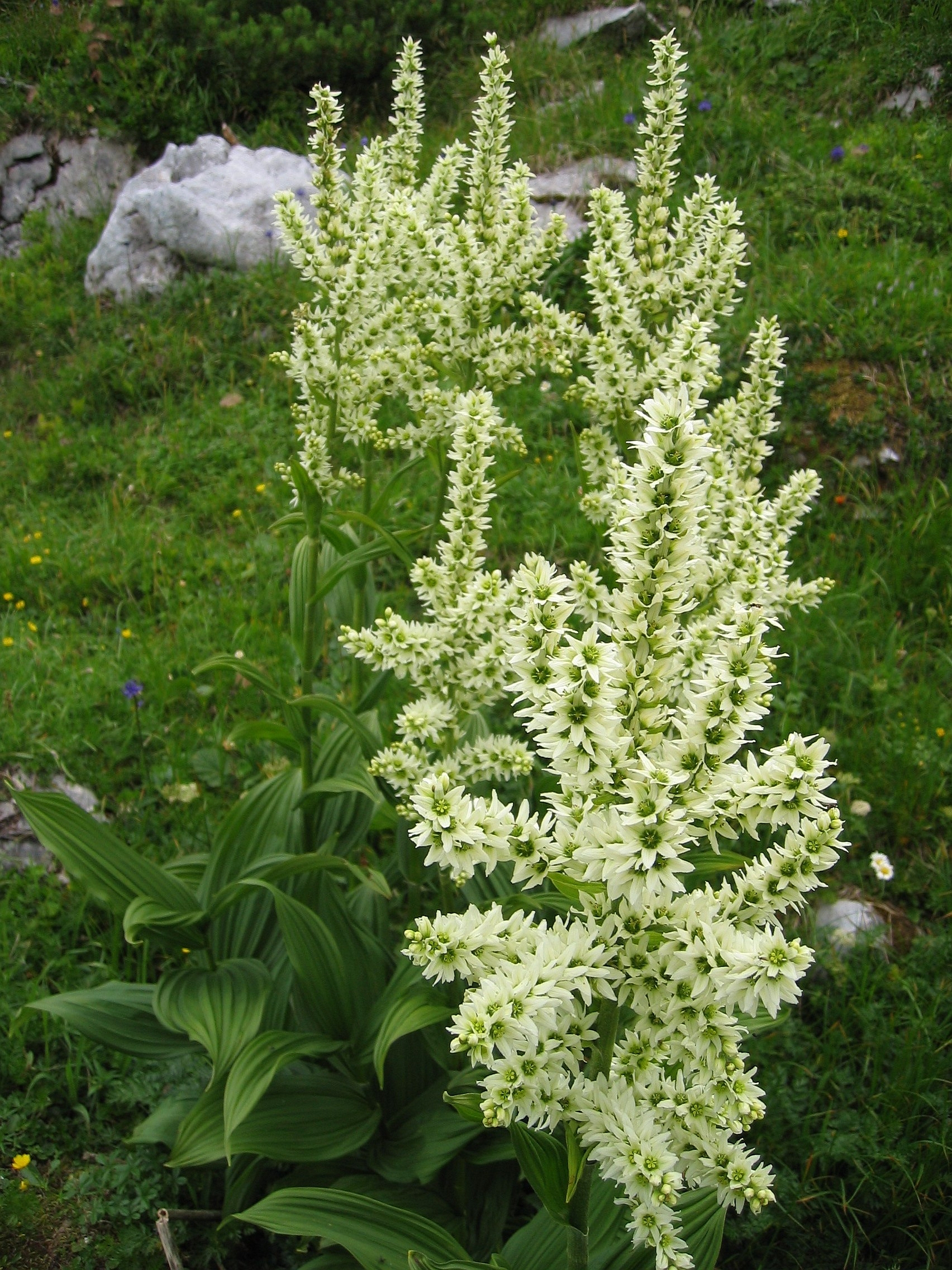
Witte nieswortel (Veratrum album)